# Eustrongylosoma bifalcatum
Eustrongylosoma bifalcatum är en mångfotingart som beskrevs av Filippo Silvestri 1898. Eustrongylosoma bifalcatum ingår i släktet Eustrongylosoma och familjen orangeridubbelfotingar. Inga underarter finns listade i Catalogue of Life.